# Vinařice (powiat Beroun)
Vinařice – wieś i gmina w Czechach, w powiecie Beroun, w kraju środkowoczeskim. Według danych z dnia 1 stycznia 2014 liczyła 95 mieszkańców.